# Tampa Bay Lightning
Tampa Bay Lightning (izgovor: /ˈtæmpə beɪ ˈlaɪt.nɪŋ/) hokejaški je klub iz Tampe u američkoj saveznoj državi Floridi. Natječe se u najjačoj ligi svijeta, NHL-u, od sezone 1992./93. Domaćinske utakmice igra u Amalie Areni. Klupske su boje crna, bijela, srebrna i plava. Poznati su i pod nadimkom Bolts. Oba imena povezana s klubom odražavaju učestala grmljavinska nevremena u području.
Momčad iz Tampa Baya među najmlađima je u čitavom NHL-u. Natjecanju se pridružila uz Ottawa Senatorse 1992. godine tijekom jednog od posljednjih proširenja lige. Osvojila je Stanleyjev kup u sezoni 2003./04., netom prije sukoba klupskih i ligaških čelništava kojim je otkazana čitava sljedeća sezona, i jednom izgubila veliku završnicu doigravanja u sezoni 2014./15. Glavni direktor momčadi (GM, general manager) jest Steve Yzerman, legendardni kapetan Red Wingsa osamdesetih i devedesetih. Uprava nije umirovila ničiji broj za čitavog postojanja kluba, iako je Vincent Lecavalier odigrao preko tisuću utakmica, a Martin St. Louis nakupio gotovo tisuću bodova u njihovu dresu.

## Povijest
Kasnih osamdesetih vodstvo NHL-a odlučilo se za proširenje broja momčadi s tadašnjih 21. Od dvije ponude s Floride, izabrana je ona Phila Esposita, člana Dvorane slavnih hokejaša, ponajprije zbog čvršćih novčanih jamstava i japanskog glavnog sponzora. Tampa Bay Lightning i Ottawa Senators postaju 22., odnosno 23. momčad lige. Phil Esposito postavio je sebe na mjesta predsjednika i glavnog direktora, brata Tonyja na položaj skauta, a Terryja Crispa upisao je u povijest kao prvog trenera kluba. 12. rujna 1992. održana je službena proba na kojoj su se pojavila 72 kandidata. Tijekom pripremnih utakmica prije početka sezone, jednu trećinu protiv momčadi Saint Louisa odigrala je Manon Rhéaume, prva žena u cjelokupnoj povijesti najjače hokejaške lige svijeta, na poziciji vratara. Primila je dva pogotka, ali i obranila sedam udaraca. Wendell Young, vratar, postao je prvi igrač vezan ugovorom za klub, a Roman Hamrlík prvi izbor cjelokupnog drafta (novačenja) 1992. godine.

### Lutanje (1992. — 1996.)
Lightning je iznenađujuće svladao Chicago Blackhawkse rezultatom 7 : 3 u prvoj ligaškoj utakmici 7. listopada 1992. Chris Kontos, lijevo krilo, postigao je četiri pogotka Edu Belfouru, najboljem vrataru te sezone, uključujući prvi gol u povijesti kluba. Utakmica je odigrana u Expo Hallu, velesajamskoj zgradi prilagođenoj klizalištu kapaciteta 11,000 posjetitelja. Ukupni učinak od 23 pobjede, 54 poraza i 7 poraza nakon regularnog dijela utakmice nije bio ni blizu dovoljnom za doigravanje. Međutim, Ottawa je svoju debitantsku sezonu završila s 10 pobjeda i čak 70 čistih poraza, uz 4 izgubljene utakmice nakon produžetaka ili kaznenih udaraca. Tako je momčad Tampa Baya postavila temelje za daljnje sudjelovanje. Tijekom sezone ipak je plaćen danak izuzetno dugim putovanjima; sve do primanja „Panterâ” s Floride i „Grabežljivaca” iz Nashvillea pod okrilje lige, najbliži protivnik „Munji” iz Tampe nalazio se preko 1000 km sjeverno u St. Louisu.
Usprkos početnoj sumnjičavosti, Florida je dobila hokejaški klub vrijedan poštovanja. U sljedećoj sezoni, 1993./94., pridružila im se momčad Florida Panthersa. Iako je Lightning popravio učinak na 30—43—11 za 71 bod, doigravanje im je izmaklo za povećih 13 bodova. Ni privremena selidba u bejzbolaški stadion dvostruko većeg kapaciteta, Thunderdome, u kojem su oboreni mnogi tadašnji ligaški rekordi posjećenosti, nije znatno pomogla. S druge strane, „Panterama” je nedostajao samo jedan bod da prestignu momčad njujorških „Otočana” na posljednjem mjestu koje je vodilo u playoff. U sastavu Lightninga izvrsnu sezonu imali su vratar Daren Puppa s 90% obrana, centar Brian Bradley s 24 pogotka i 40 asistencija te krilo Petr Klima s 28 pogodaka i 27 asistencija. Denis Savard, već tada iskusni centar u ranim tridesetima, pridodao je 46 bodova, a Roman Hamrlík, mladi branič i povijesni prvi izbor Tampe, značajno je doprinio u zadržavanju prosjeka primljenih pogodaka u čitavoj sezoni na točno tri po utakmici. U travnju 1994. započela je izgradnja dvorane koja je financirana zajedničkim sredstvima gradske uprave i kluba.
Napretku momčadi zasmetao je zajednički štrajk igrača koji je prepolovio sezonu 1994./95. Naime, prva utakmica sezone od njih 48 odigrana je tek 20. siječnja 1995. u Thunderdomeu. Momčad je oko 25. kola izgorjela u atmosferi borbe za svaki bod, izgubivši korak za crtom doigravanja oko koje se kretala čitavo vrijeme. Kada je pet kola prije kraja ligaškog dijela prvenstva postalo jasno kako Lightning ni iz trećeg pokušaja neće u doigravanje, Savard je pušten u Chicago. Shawn Chambers i Danton Cole, igrači koji su nastupali za Lightning od osnutka kluba, ipak su osvojili naslov prvaka te sezone prelaskom u redove „Vragova” iz New Jerseyja netom prije početka doigravanja.
Lightning otvara posljednju sezonu u „privremenom boravku” prije trajnog preseljenja u adekvatnu dvoranu sa samo četiri pobjede iz prvih osamnaest utakmica. Međutim, izjednačujući pogodak novopridošlice Aleksandra Selivanova tri sekunde prije kraja utakmice protiv Vancouvera preokrenuo je sezonu. Umjesto čistog poraza, Lightning pobjeđuje u produžetku i osvaja 19 od mogućih 24 bodova u sljedećih 12 utakmica. Još nekolicina pobjedničkih nizova omogućuju Lightningu prvi nastup u doigravanju s osmog, najnezahvalnijeg mjesta. Prvi nositelji Istočne konferencije, Philadelphia Flyers, nastavili su igrati u izvanrednoj formi i pobijedili rezultatom 4 : 2 u utakmicama. Ipak, momčad Tampe prva je došla do dvije pobjede protiv favoriziranih „Letača”, pritisnuvši tako drugu najbolju momčad čitave lige do granica. Selivanov je donio drugu pobjedu u seriji pogotkom u produžetku pred 26,000 gledatelja u Tampi.

### Promjene (1997. — 2002.)
Sezona 1996./97. započela je u veoma pozitivnom ozračju. Momčadi se pridružio Dino Ciccarelli, 36-godišnji veteran s preko 1000 bodova u karijeri. Dvorana Ice Palace otvorena je poslije tri uvodne gostujuće pobjede i jednog poraza. Prva gostujuća momčad u Tampi bili su njujorški „Rendžeri”, a utakmica je završila pobjedom domaćina 5 : 2. Prvi gol postigao je Brian Bradley sredinom prve trećine, a jedan za poražene goste zabio je daleko najučinkovitiji igrač hokeja u povijesti, Wayne Gretzky. Prije utakmice u gostima kod Ottawe, vratar Puppa teško je ozlijedio leđa. Corey Schwab, njegova zamjena, započeo je solidno, ali nije mogao pratiti ritam natjecanja na duge staze. Uskoro izvan pogona ostaje i ubojiti Bradley sa slomljenim ručnim zglobom, a Johnu Cullenu dijagnosticiran je ne-Hodgkinov limfom. I takav krnji sastav borio se do samog kraja za doigravanje, koje im ipak bježi za tri boda. Najistaknutiji igrači te sezone bili su novi vratar Rick Tabaracci s 90,2% obrana, Ciccarelli sa 60 bodova i mladi Chris Gratton s preko 30 pogodaka. Niti jedan od trojice igrača izvan pogona nije uspio vratiti se starom ritmu: Cullen pobjeđuje rak nakon nešto više od godine dana i prihvaća položaj pomoćnog trenera u Lightningu, Bradley odlazi u mirovinu zbog učestalih ozljeda 1999., a vratar Puppa uspijeva nastupiti na još samo pedeset utakmica do kraja karijere 2000. zbog problema s leđima.
Sezona 1997./98. bila je očajna za klub. Chris Gratton, centar koji je najviše napredovao u radu s rutiniranim Ciccarellijem, prešao je u Philadelphiju, a kvalitetni vratar Tabaracci vratio se u Calgary. Igrači koji su napustili klub nisu najbolje zamijenjeni. Nakon katastrofalnog ulaska u sezonu, Phil Esposito daje otkaz treneru Crispu i na njegovo mjesto postavlja Jacquesa Demersa u listopadu 1997. Uskoro klub napuštaju i Hamrlík i Ciccarelli. Lightning završava sezonu na posljednjem mjestu sa samo 17 pobjeda u 82 utakmice, uz uvjerljivo najlošiji napad lige koji je postigao samo 151 pogodak. Tvrtka Kokusai Green, vlasnik i najveći ulagač u klub, obznanila je da prodaje klub u prosincu 1997. jer više nije mogla trpjeti gubitke u tom polju. Časopis Forbes prozvao je Lightning financijski najgorom sportskom franšizom Sjeverne Amerike. Klub je, prema konzervativnim procjenama, dugovao dvostruko više od vlastite vrijednosti.
Novi vlasnik kluba postao je Art Williams, predsjednik velike osiguravajuće kuće. Veoma brzo očistio je većinu klupskih dugovanja, ali i uklonio Phila Esposita s mjesta glavnog direktora. Williams je proširio ovlasti trenera Demersa postavivši ga i na upražnjeno mjesto GM-a. Zbog posljednjeg mjesta u prijašnjoj sezoni, Lightning je imao pravo prvog izbora na draftu; unovačen je Vincent Lecavalier, 18-godišnji ljevoruki centar. Pavel Kubina, 21-godišnji branič, također ulazi u momčad. Klub se okreće mladim igračima, a veterani uglavnom popunjavaju manjkave pozicije. Među njima istaknuo se Wendel Young s 28 pogodaka i nastupom u „all-star” utakmici održanoj upravo u dvorani Lightninga. Sezonu 1998./99. momčad ponovno završava uvjerljivo posljednja; čak je momčad Nashvillea osvojila osam bodova više u svom predstavljanju ligi. Usprkos lošoj sezoni, većina mladih igrača ostaje u klubu kao zalog za budućnost.
Pa ipak, Williams prodaje klub prije početka sezone 1999./00. nakon nepune godine vladavine. Novi vlasnik kluba „na papirima” postao je Bill Davidson, a klupske poslove vodio je Tom Wilson, glavni menadžer NBA momčadi Detroit Pistonsa. Wilson će za dvije godine kupiti pravo na imenovanje „Ledene palače” po svojoj mjesnoj novinskoj agenciji. Upravo je potonji zadužio Ricka Dudleya položajem glavnog menadžera, koji pak postavlja Stevea Ludzika na mjesto trenera momčadi. Nova uprava nastavila je s dovođenjem mladića, no odabir je postajao sve stroži i usmjereniji u pravcu eksplozije talenta u nekoj od nadolazećih godina. Shodno tome, Dudley se trudi osigurati što je više moguće izbora na draftu prilikom mijenjanja igrača. Najbolji potez uprave te godine pokazat će se dovođenje Fredrika Modina, švedskog lijevog krila. Lightning je polako postajao kvalitetna domaćinska momčad, iako su gostujuće utakmice još uvijek predstavljale boljku. Momčad iz Tampe napokon bježi s dna ljestvice na kraju sezone, doduše na predzadnju poziciju. Međutim, 19-godišnji Lecavalier počeo je opravdavati poluozbiljnu najavu prijašnjeg vlasnika Williamsa, koji nije znao mnogo o hokeju, kako se radi o budućem „hokejaškom Jordanu”. Postigao je nekoliko krasnih pogodaka, ostvario 67 bodova i predvodio momčad na ledu. Postavljen je za najmlađeg kapetana neke momčadi u povijesti lige u dobi od 19 godina i 315 dana konačnim odlaskom Chrisa Grattona iz kluba, iako je taj rekord u međuvremenu prvo srušio Sidney Crosby s Pittsburghom, a zatim i Gabriel Landeskog s Coloradom. Fredrik Modin također je odigrao izvrsnu sezonu s 22 pogotka i 26 asistencija za 48 bodova.
Rast momčadi nastavio se u sezoni 2000./01., iako je Lightning ponovno završio sezonu na pretposljednjem mjestu. Sastavu je priključen Brad Richards, Lecavalierov suigrač iz juniorskih dana, koji je u svojoj prvoj sezoni osvojio naslov najbolje novopridošlice lige s 21 pogotkom i 41 asistencijom. Lecavalier je nastavio s odličnim izdanjima, a Modin je pozvan na „all-star” tjedan u Denveru. Tamo je Šveđanin osvojio naslov igrača s najjačim udarcem; pločicu je uputio u praznu mrežu brzinom od 164,3 km/h. Dan poslije, u revijalnoj utakmici zvijezda, podijelio je četiri dodavanja za gol. Martin St. Louis skupio je 40 bodova u svojoj debitantskoj sezoni. Odličnim potezom uprave pokazat će se dovođenje Nikolaja Habibulina, izvanrednog ruskog vratara. Iako je prvotno trebao otići u Rangerse iz Phoenixa, taj dogovor je propao, a direktor Dudley osobno je otputovao u Arizonu dogovoriti uvjete s Rusom i njegovim klubom. Usred te sezone John Tortorella zamijenio je Ludzika na mjestu trenera, započevši time svoje dugogodišnje upravljanje momčadi. Sljedeća sezona, 2001./02., pokazala se šestom zaredom bez playoffa, no momčad je nastavila s uigravanjem i predanim radom. Martin St. Louis slomio je nogu u 47. utakmici, pridruživši se time već podužem popisu ozlijeđenih Lightninga. Dudley, koji je upravi jamčio doigravanje prije početka sezone, dobio je otkaz kad je postalo jasno kako ni te godine neće biti ništa od toga. Na mjesto glavnog direktora postavljen je njegov dotadašnji zamjenik, Jay Feaster. Druga trzavica u momčadi bila je oduzimanje kapetanske uloge Lecavalieru zbog odugovlačenja oko produženja ugovora. Trener Tortorella nije dopuštao da momčad ispašta zbog igračeva hira. Na kraju svoje desete sezone u NHL-u, klub iz Tampe obilovao je talentiranim mladićima koji uskoro znatno podižu kvalitetu svoje igre.

### Procvat (2003. — 2007.)
Okosnica momčadi ostala je nepromijenjena tijekom ljetnog odmora. Novim kapetanom momčadi proglašen je Dave Andreychuk u svojoj drugoj sezoni u klubu i jubilarnoj dvadesetoj u karijeri. Napad Lightninga bio je učinkovit, a Habibulin je često sprječavao pogotke kakvi su prijašnjih godina ulazili. Ne čudi, stoga, prvi nastup Lightninga u doigravanju nakon dugog niza godina. Václav Prospal ugradio je 79 bodova u sezoni, Lecavalier 78, Richards 74 i St. Louis 70. U prvom kolu doigravanja, Tampi se suprotstavila momčad iz američke prijestolnice, Capitalsi. Nakon uvodna dva domaćinska poraza, činilo se kako je Lightning na rubu ponora. Međutim, dolaze do prve pobjede u seriji u produžetku u gostima. Kod stanja 3 : 2 u utakmicama za Lightning, ponovno se išlo u Washington. Ovoga puta igrao se treći produžetak, a Habibulin je do prijelomnoga St. Louiseva pogotka obranio monumentalnih 60 udaraca. Lightningu se u drugom kolu suprotstavila momčad New Jerseyja. Martin Brodeur, vratar „Vragova”, branio je u maestralnoj formi dozvolivši samo osam pogodaka u svojoj mreži kroz pet utakmica. Nažalost po momčad iz Tampe, četiri pogotka došla su u jedinoj utakmici koju su pobijedili protiv osvajača Stanleyjeva kupa te godine. 
Ništa nije moglo poremetiti momčad Tampa Baya u sezoni 2003./04., pa ni odlazak veoma učinkovitog Čeha Prospala. Umjesto njega doveden je Cory Stillman koji je, u svojoj jedinoj sezoni za Lightning u čitavoj karijeri, ostvario 80 bodova već u regularnom dijelu sezone. Ozljede su ih u potpunosti zaobišle, a samopouzdanje čitavog sastava bilo je na vrhuncu. Završili su regularni dio sezone na prvom mjestu Istoka sa 103 boda, što im je osiguravalo status nositelja tijekom čitavog doigravanja. Jedina bolja momčad čitave lige bila su „Crvena krila” Detroita. Martin St. Louis odigrao je sezonu života s prosjekom višim od boda po utakmici, Habibulin je branio izvanredno, a drugi vratar John Grahame najbolje je ocrtavao vjeru u momčadi i visoko samopouzdanje kvalitetnim izvedbama kada bi zatrebao; ako bi netko zakazao, barem jedan suigrač bio bi dvostruko motiviran za popravak. 
U fantastičnom ozračju dočekan je početak doigravanja. Habibulin uopće nije primio pogodak u tri od pet utakmica protiv „Otočana” za laganih ukupnih 4 : 1. U polufinalu Istoka protiv „Kanađana”, Lightning bilježi još uvjerljiviju ukupnu pobjedu. Dogodila se „metla”, a otpor Montréala slomljen je u trećoj utakmici kada Kanađani nisu iskoristili ni domaći led ni lošiju Habibulinovu večer. Presudio im je Richards samim početkom produžetka na Modinovu asistenciju za gostujuću pobjedu Lightninga od 4 : 3. Četvrta utakmica pokazala se formalnošću. Ogromnu uslugu Tampi učinila je momčad Calgaryja; svladali su favorizirani Detroit rezultatom 4 : 2 u pobjedama, ponajviše zahvaljujući bravuroznim intervencijama finskog vratara Miikke Kiprusoffa tijekom cijele serije. Time je momčadi Lightninga osigurana prednost domaćeg leda u velikoj završnici. Međutim, do velikog finala lige dijelila ih je momčad Philadelphije u završnoj seriji Istoka.
Momčadi Lightninga i Flyersa vodile su bespoštedni rat tijekom svih sedam utakmica. Nijedan sastav nije ostvario dvije pobjede zaredom. Pri vodstvu Tampe 1 : 0 u utakmicama, Philadelphia se vratila velikom gostujućom pobjedom od 2 : 6. Trener Tortorella sačuvao je Habibulinovo samopouzdanje netaknutim zamijenivši ga Grahameom nakon četvrtog primljenog gola u 27 minuta. Bila je to jedina utakmica u kojoj Habibulin nije bio na svojoj uobičajenoj, najvišoj razini. Utakmica je, tipično za utakmicu doigravanja u kojoj gost ponizi domaćina, završila tučnjavama. Već u sljedećoj utakmici Lightning bilježi visoku gostujuću pobjedu od 1 : 4. Philadelphia zatim izjednačava seriju tijesnom domaćom pobjedom, Lightning vraća prednost od 3 : 2 u pobjedama u svojoj dvorani, da bi „Letači” još jednom izjednačili seriju kod kuće u produžetku. Prednost domaćeg terena u odlučujućoj utakmici Istoka imala je momčad Lightninga. Fedotenko i Modin zabili su za vodstvo od 2 : 0 rano u drugoj trećini, da bi Kim Johnsson veoma brzo smanjio na 2 : 1. Sedam sekundi prije isteka posljednje trećine, Habibulin je obranio udarac dolje desno s pet metara. 10-minutni sažetak cijele serije Lightning je izborio veliku završnicu protiv Calgaryja, koji je pak u finalu Zapada svladao San Jose 4 : 2 u pobjedama. 
Velika završnica lige počela je u Tampi visokom pobjedom gostujućeg sastava od 1 : 4. Lightning uzvraća istim rezultatom prije puta u Kanadu na treću i četvrtu utakmicu. Kiprusoff još jednom pokazuje veličanstvenu formu zadržavši mrežu nedirnutom pred svojim navijačima za laganu pobjedu od 3 : 0. Međutim, u sljedećoj utakmici Habibulin ne prima pogodak, a utakmicu odlučuje Richardsov pogodak već u trećoj minuti prve trećine. Serija se vratila na Floridu pri ukupnom rezultatu 2 : 2. Tampa uspijeva izboriti produžetak nakon dva pogotka zaostatka, no ipak biva poražena. Tako je klub iz Calgaryja izborio „meč-loptu” pred svojim navijačima. Brad Richards tada zabija dva pogotka, a utakmica ponovno odlazi u produžetke. U prvom napadu drugih dodatnih 20 minuta, Richards asistira St. Louisu za pogodak. U odlučujućoj utakmici, natrag u Tampinom Forumu, viđena su samo 32 udarca na vrata. Ruslan Fedotenko postao je junak zabivši dva pogotka, jer Calgary nije uspio izjednačiti ni nakon gola Craiga Conroya deset minuta prije kraja. Veoma mlada momčad Lightninga postala je najjužnija momčad u povijesti lige koja je osvojila Stanleyjev kup i to već u dvanaestoj sezoni postojanja.
Iduća sezona u potpunosti je otkazana. Igrači su se raspršili igrajući po Europi dok dogovor između igrača i vodstva lige nije postignut. Habibulin odlazi u Chicago prije početka sezone 2005./06. John Grahame branio je sasvim solidno tijekom čitave sezone. Momčad i treću sezonu zaredom osvaja preko 90 bodova, ali jedva, s dva boda više od devete Atlante, ulazi u doigravanje. Ipak, Ottawa tamo na trenutke gotovo neometano zabija tijekom čitave serije i prolazi dalje rezultatom 4 : 1 u pobjedama. Trener Tortorella bio je izrazito nezadovoljan obranom i vratarima; momčad je dozvolila ogromna 23 gola u samo pet utakmica. Za iduću sezonu, 2006./07., angažirani su novi vratari: Kanađanin Denis, Šveđanin Holmqvist i neiskusni Finac Rämö koji je nastupio na dvjema utakmicama. Tampa Bay još jednom ulazi u doigravanje, opet sa samo dva boda prednosti ispred devetog, na pogon Lecavaliera, St. Louisa i Richardsa. U prvom kolu porazila ih je momčad New Jerseyja rezultatom 4 : 2 u pobjedama, iako je Lightning prvi došao do dvije pobjede.

### Smjena generacije (2008. — 2013.)
Krajem siječnja 2008., Lightning se nalazio na posljednjem mjestu čitave Istočne konferencije s 45 bodova iz 50 utakmica. Momčad tijekom zimskog prijelaznog roka napuštaju Prospal, Richards i vratar Holmqvist, a najzvučnija pojačanja bila su Finac Jokinen i vratar Mike Smith. Hijerarhija kluba opet se mijenja; novi vlasnici postaju Oren Koules, producent filmske franšize Saw, i Len Barrie, bivši hokejaš i trgovac nekretninama. Iako je Lecavalier mjesecima vukao ozljedu ručnog zgloba, odlučio se na operaciju tek nakon sezone. Međutim, u pretposljednjoj utakmici protiv Washingtona na njega izrazito grubo nasrće Matt Cooke. Napad tijelom na Lecavaliera dogodio se dok legenda Tampe nije bila ni blizu pločici pa je Cooke zbog toga kažnjen s $2500, a Lecavalier dodao i operaciju ramena desne ruke koje mu je „ispalo”. Dugogodišnjem treneru Tortorelli uručen je otkaz odmah nakon kraja regularnog dijela sezone koju je Lightning završio na posljednjem, 30., mjestu čitave lige s 30 pobjeda i 71 bodom. Zamijenio ga je Barry Melrose.
Najboljim mogućim izborom pokazat će se dovođenje Stevena Stamkosa, najperspektivnijeg slobodnog centra na tržištu. Dobro u lošem bilo je Tampino pravo na prvi izbor drafta zbog posljednjeg mjesta. Iduća sezona, 2008./09., bila je još gora po Lightning. Isluženi veterani s epizodnom ulogom u klubu, Recchi i Kolzig, pušteni su u druge klubove. Devetnaestogodišnji Stamkos nije pri početku opravdavao očekivanja, a usput se i svađao s trenerom Melroseom, zbog čega je više vremena po utakmici počeo dobivati tek pod drugim trenerom. Naime, Melroseu je otkaz uručen nakon samo pet pobjeda u prvih šesnaest kola, a na njegovo mjesto unaprijeđen je Rick Tocchet, dotadašnji pomoćnik. Krajem sezone Stamkos zabija svoj prvi „hat trick” u porazu 5 : 3 od Chicaga. Lightning završava sezonu s mizernih 66 bodova, najmanje od 2001. i bolje jedino od Islandersa. Tampin izbor na draftu, drugi sveukupno te godine, postao je Šveđanin Victor Hedman, Stamkosov vršnjak. Zvijezda sljedeće sezone, 2009./10., bio je Steven Stamkos koji je s Crosbyjem podijelio nagradu za najboljeg strijelca regularne 82 utakmice s 51 pogotkom. Lecavalier i St. Louis poslovično su odigrali dobre sezone, no Lightning završava tek na 4. mjestu divizije i 12. u konferenciji. Novi vlasnik kluba, Jeffrey Vinik, postavlja Stevea Yzermana na mjesto glavnog direktora i Guya Bouchera za trenera momčadi.
Rezultati su se vidjeli gotovo istoga trenutka. Među prvim obavljenim poslovima bilo je vraćanje Pavela Kubine kojemu je to, s već 37 na leđima, bio četvrti ugovor s Lightningom. Mike Smith, prvi vratar kluba, teže se ozlijedio pa je na njegovo mjesto doveden Dwayne Roloson. Ellis je mijenjao Rolosona dok se Smith oporavljao. Momčad je osvojila 103 boda uz čak 46 pobjeda. To im je bilo dovoljno za peto mjesto konferencije. Martin St. Louis skupio je 99 bodova u regularnoj sezoni, briljantni Stamkos 91, a Lecavalier 54. Momčad je odradila doigravanje kao u slavnim danima, iako je izgledalo da će ih „Pingvini” iz Pittsburgha izbaciti već u prvom kolu. Međutim, Lightning pobjeđuje tri utakmice zaredom, uključujući i pobjedu od 1 : 0 u sedmoj utakmici u gostima. Iako je Roloson primio deset pogodaka u četiri utakmice protiv Washingtona u polufinalu Istoka, napad je svaki put postigao barem jedan više pa Lightning dolazi na korak od velikog finala s prividno glatkih 4 : 0. U završnici istoka čekala ih je momčad bostonskih „Medvjeda”. Pri stanju 2 : 1 u pobjedama u korist Bostona, Lightning očajno otvara četvrtu utakmicu izgubivši prvu trećinu 3 : 0. Nešto više od 21,000 gledatelja u Tampinom Forumu svjedočilo je izvrsnom preokretu; Lightning postiže pet pogodaka bez odgovora te izjednačuje seriju na 2 : 2. Obje momčadi zatim ostvaruju po domaćinsku pobjedu, a završnica serije seli u Boston zbog njihovog boljeg plasmana na kraju 82 utakmice. Ovoga puta momčad Tampe gubi najnesretnijim rezultatom; bilo je 1 : 0. Boston je zatim u velikoj završnici svladao Vancouver ukupnim rezultatom 4 : 3.
Sljedeće dvije godine nikako nisu bile dobre za Lightning kao momčad. Iako je Stamkos postigao 60 pogodaka i osvojio naslov najboljeg strijelca po drugi put u svojoj kratkoj karijeri (ali prvi put samo za sebe), Tampina 84 boda bila su dovoljna tek za deseto mjesto Istoka. U sezoni 2012./13. ponovno dolazi do štrajka diljem lige, no sezona je spašena odigravanjem 48 utakmica. Yzerman točno na polovici sezone uručuje otkaz Boucheru i na njegovo mjesto postavlja Jona Coopera, ukupno osmog trenera u povijesti kluba. Ugovor klupske legende Lecavaliera postao je prezahtjevan pa mu uprava daje odriješene ruke u traženju novog kluba krajem sezone. Lightning završava skraćenu sezonu na četrnaestom mjestu Istoka, unatoč 60 bodova St. Louisa i 57 Stamkosa.

### Novi pohod na vrh (kraj 2013. —  )
Cooper, novi trener, potaknuo je momčad na izvrstan početak sezone 2013./14. Kostur momčadi sada su činili Stamkos, novi vratar Ben Bishop te par Skandinavaca, Šveđanin Hedman i Finac Filppula. Stamkos lomi tibiju udarcem u stativu tijekom utakmice protiv Bostona. Propustio je više od pola sezone vrativši se na led početkom ožujka. Yzerman, izbornik kanadske reprezentacije, svejedno je pozvao nezaliječenog Stamkosa u momčad Kanade za olimpijski turnir u hokeju na ledu. Nakon dodatnog savjetovanja s igračima i osobljem, Yzerman ipak ubacuje potpuno zdravog St. Louisa umjesto Stamkosa. Kanada osvaja zlato, no St. Louis odmah potom napušta klub nakon trinaest punih sezona i jedne izgubljene lockoutom 2005. godine. Otišao je u momčad Rangersa, koja pak daje svoju zvijezdu, Ryana Callahana, u zamjenu. Lightning izjednačava klupski rekord od 46 pobjeda i ulazi u doigravanje. Tamo ih Montréal izbacuje s glatkih 4 : 0.
Momčad ostaje gotovo nepromijenjena za sezonu 2014./15., kao i uprava kluba. Lightning je, pod vodstvom desetog kapetana u klupskoj povijesti, Stevena Stamkosa, dočekao studeni na prvom mjestu. Nakon osvojenog trofeja princa Walesa za prvo mjesto Istočne konferencije, Tampa je izgubila ogled velike završnice doigravanja protiv Chicaga ukupnim rezultatom 2 : 4. Osim šeste utakmice, koja je završila dvama golovima prednosti, sve ostale utakmice serije odlučio je jedan pogodak razlike.

## Uspjesi

### Momčadski
- Stanleyjev kup: 2003./04.
- Trofej princa Walesa: 2003./04., 2014./15.

### Osobni
- Trofej Arta Rossa: Martin St. Louis 2003./04. (90), 2012./13. (60; sezona skraćena na 48 utakmica)
- Trofej Mauricea Richarda: Vincent Lecavalier 2006./07. (52); Steven Stamkos 2009./10. (51; nagrada podijeljena sa Sidneyem Crosbyjem), 2011./12. (60)
- Trofej Conna Smythea (playoffs MVP): Brad Richards 2003./04.
- Nagrada Teda Lindsayja: Martin St. Louis 2003./04.
- Nagrada Jacka Adamsa: John Tortorella 2003./04.
- Memorijalni trofej Lady Byng: Brad Richards 2003./04.; Martin St. Louis 2009./10., 2010./11., 2012./13.
- Memorijalni trofej Billa Mastertona: John Cullen 1998./99.
- NHL GM of the Year: Steve Yzerman 2014./15.

## Klupski rekordi

### Momčadski
- Najposjećenija utakmica doigravanja: 28,183 u svim utakmicama 1995./96.

### Osobni
- Najviše odigranih utakmica: Vincent Lecavalier (1037)
- Najviše skupljenih bodova: Martin St. Louis (953)
- Najviše pogodaka: Vincent Lecavalier (383)
- Najviše asistencija: Martin St. Louis (588)
- Najviše isključenja izraženih u minutama: Chris Gratton (828)

## Vanjske poveznice
- Službena klupska stranica